# (35037) 1981 EC32
(35037) 1981 EC32 es un asteroide perteneciente al cinturón de asteroides, descubierto el 6 de marzo de 1981 por Schelte John Bus desde el Observatorio de Siding Spring, Nueva Gales del Sur, Australia.

## Designación y nombre
Designado provisionalmente como 1981 EC32.

## Características orbitales
1981 EC32 está situado a una distancia media del Sol de 3,057 ua, pudiendo alejarse hasta 3,169 ua y acercarse hasta 2,945 ua. Su excentricidad es 0,036 y la inclinación orbital 8,365 grados. Emplea 1952,58 días en completar una órbita alrededor del Sol.

## Características físicas
La magnitud absoluta de 1981 EC32 es 14,7. Tiene 4,504 km de diámetro y su albedo se estima en 0,066. 